# Прозоровский, Александр Иванович
Князь Александр Иванович Прозоровский — голова, воевода, наместник и дворецкий во времена правления Ивана Грозного. 
Из княжеского рода Прозоровские. Второй сын князя Ивана Андреевича Прозоровского, по прозванию Пуговица.
Имел братьев, князей: Василия и Никиту Ивановичей.

## Биография
В апреле 1549 года первый воевода Ертаульного полка в шведском походе. В 1550 году служил наместником в Белёве, а потом сперва в Мценске, позже в Калуге второй воевода, а во время нашествия крымцев на белёвские и карачевские места, четвёртый воевода в Белёве. В 1551 году второй воевода в Калуге. В 1555 году первый воевода в Пронске, потом первый голова для посылок в государевом походе в Коломну и Тулу против крымцев. В 1560 году первый воевода для вылазок в Юрьеве-Ливонском, а потом в той же должности в походе к Тарвасу. В 1561 году пожалован в дворецкие к родному брату царя Ивана Грозного — князю Юрию Васильевичу.
В 1563 году осадный воевода, в ноябре в государевом походе к Полоцку, а по взятии города оставлен в нём пятым воеводою. В 1564 году послан из Полоцка воеводой Передового полка на Лукомню и Елмань. В сентябре 1565 года третий воевода в Полоцке, затем водил сторожевой полк в Серпухов, где упомянут в марте 1566 года, а в мае велено ему идти на берег Оки вторым воеводою Сторожевого полка, в связи с польской и крымской угрозою.  В 1566 году один из поручителей за князя М. И. Воротынского о его не выезде из России. В том же году подписался под грамотой о продолжении войны с польским королём Сигизмундом II, а в сентябре второй воевода в Серпухове, откуда ходил вторым воеводою Сторожевого полка на помощь Болхову против крымцев, коих разбил и за отступление неприятеля от города пожалован золотым. В этом же году встречал польских послов при представлении их Государю. В 1571 году назначен послом в Крымское ханство.
По сообщению князя А. М. Курбского, Прозоровский был «погублен», то есть казнён, по приказу Ивана Грозного. В синодике опальных Ивана Грозного не упомянут.

## Семья
От брака с неизвестной имел детей:
- Князь Прозоровский Василий Александрович — записан в третью статью московских детей боярских (1551), голова у ночных сторожей в Государевом стане в литовских походах (1579 и 1581), первый воевода в Рязани, а после первый воевода войск левой руки в Кашире (1582).
- Князь Прозоровский Андрей Александрович (ум. 1578) —  записан в третью статью московских детей боярских (1551), в документах указано, что погиб в бою, но где и когда не сказано.

## Источник
- В. Корсакова. Прозоровский, Александр Иванович // Русский биографический словарь : в 25 томах. — СПб.—М., 1896—1918.
- Спиридов М. Г. Сокращенное описание служб благородных российских дворян, расположенное по родам их, с показанием, от кого те роды начало свое получили, или откуда какие родоначальники выехали, или которых их происхождение… — М.: Унив. тип., 1810. — Ч. 1. 1810 г. Прозоровский Александр Иванович. — С. 207—208.
- Князь Долгоруков П. В. Российская родословная книга. — СПб.: Тип. К. Вингебера, 1854. — Ч. I. Прозоровский Александр Иванович. — С. 190.
- Памятники истории русского служилого сословия. / Сост.: А. В. Антонов. Рец.: Ю.В. Анхимюк. Ю.М. Эскин. — М.: Древлехранилище. 2011. — Прозоровский Александр Иванович. — С. 56. — ISBN 978-5-93646-176-7. // РГАДА. Ф. 201 (Собрание М.А. Оболенского). Оп. 1. Д. 83.